# Tournoi de tennis de Hua Hin
Le tournoi de Hua Hin (Thaïlande) est un tournoi de tennis féminin du circuit professionnel WTA, classé en catégorie WTA 125, et masculin du circuit Challenger, qui se joue sur dur depuis 2015.
Le tournoi féminin reprend sa place au calendrier 2017, après une absence d'un an, à la suite de la mort du roi de Thaïlande Rama IX.
En 2019, le tournoi féminin est promu en catégorie WTA International en remplacement du tournoi de Taïwan.

## Palmarès dames

### Simple
| No                     | Date       | Nom et lieu du tournoi                        | Catégorie      | Dotation       | Surface        | Vainqueure         | Finaliste        | Score          |                |
| ---------------------- | ---------- | --------------------------------------------- | -------------- | -------------- | -------------- | ------------------ | ---------------- | -------------- | -------------- |
| 1                      | 09-11-2015 | E@ Hua Hin Championships, Hua Hin             | WTA 125        | 115 000 $      | Dur (ext.)     | Yaroslava Shvedova | Naomi Osaka      | 6-4, 6-78, 6-4 | Tableau        |
| Pas de tournoi en 2016 |            |                                               |                |                |                |                    |                  |                |                |
| 2                      | 06-11-2017 | E@ Hua Hin Championships, Hua Hin             | WTA 125        | 115 000 $      | Dur (ext.)     | Belinda Bencic     | Hsieh Su-wei     | 6-3, 6-4       | Tableau        |
| Pas de tournoi en 2018 |            |                                               |                |                |                |                    |                  |                |                |
| 3                      | 28-01-2019 | Toyota Thailand Open presented by E@, Hua Hin | Intern'l       | 226 750 $      | Dur (ext.)     | Dayana Yastremska  | Ajla Tomljanović | 6-2, 2-6, 7-63 | Tableau        |
| 4                      | 10-02-2020 | GSB Thailand Open presented by E@, Hua Hin    | Intern'l       | 251 750 $      | Dur (ext.)     | Magda Linette      | Leonie Küng      | 6-3, 6-2       | Tableau        |
|                        | 2021-2022  | Pas de tournoi                                | Pas de tournoi | Pas de tournoi | Pas de tournoi | Pas de tournoi     | Pas de tournoi   | Pas de tournoi | Pas de tournoi |
| 5                      | 30-01-2023 | Thailand Open, Hua Hin                        | WTA 250        | 259 303 $      | Dur (ext.)     | Zhu Lin            | Lesia Tsurenko   | 6-4, 6-4       | Tableau        |
| 6                      | 29-01-2024 | Thailand Open, Hua Hin                        | WTA 250        | 267 082 $      | Dur (ext.)     | Diana Shnaider     | Zhu Lin          | 6-3, 2-6, 6-1  | Tableau        |
| 7                      | 16-09-2024 | Thailand Open 2, Hua Hin                      | WTA 250        | 267 082 $      | Dur (ext.)     | Rebecca Šramková   | Laura Siegemund  | 6-4, 6-4       | Tableau        |

### Double
| No                     | Date       | Nom et lieu du tournoi                       | Catégorie      | Dotation       | Surface        | Vainqueures                         | Finalistes                            | Score             |                |
| ---------------------- | ---------- | -------------------------------------------- | -------------- | -------------- | -------------- | ----------------------------------- | ------------------------------------- | ----------------- | -------------- |
| 1                      | 09-11-2015 | E@ Hua Hin Championships Hua Hin             | WTA 125        | 115 000 $      | Dur (ext.)     | Liang Chen Wang Yafan               | Varatchaya Wongteanchai Yang Zhaoxuan | 6-3, 6-4          | Tableau        |
| Pas de tournoi en 2016 |            |                                              |                |                |                |                                     |                                       |                   |                |
| 2                      | 06-11-2017 | E@ Hua Hin Championships Hua Hin             | WTA 125        | 115 000 $      | Dur (ext.)     | Duan Ying-Ying Wang Yafan           | Dalila Jakupović Irina Khromacheva    | 6-3, 6-3          | Tableau        |
| Pas de tournoi en 2018 |            |                                              |                |                |                |                                     |                                       |                   |                |
| 3                      | 28-01-2019 | Toyota Thailand Open presented by E@ Hua Hin | Intern'l       | 226 750 $      | Dur (ext.)     | Irina-Camelia Begu Monica Niculescu | Anna Blinkova Wang Yafan              | 2-6, 6-1, [12-10] | Tableau        |
| 4                      | 10-02-2020 | GSB Thailand Open presented by E@ Hua Hin    | Intern'l       | 251 750 $      | Dur (ext.)     | Arina Rodionova Storm Sanders       | Barbara Haas Ellen Perez              | 6-3, 6-3          | Tableau        |
|                        | 2021-2022  | Pas de tournoi                               | Pas de tournoi | Pas de tournoi | Pas de tournoi | Pas de tournoi                      | Pas de tournoi                        | Pas de tournoi    | Pas de tournoi |
| 5                      | 30-01-2023 | Thailand Open Hua Hin                        | WTA 250        | 259 303 $      | Dur (ext.)     | Chan Hao-ching Wu Fang-hsien        | Wang Xinyu Zhu Lin                    | 6-1, 7-66         | Tableau        |
| 6                      | 29-01-2024 | Thailand Open Hua Hin                        | WTA 250        | 267 082 $      | Dur (ext.)     | Miyu Kato Aldila Sutjiadi           | Guo Hanyu Jiang Xinyu                 | 6-4, 1-6, [10-7]  | Tableau        |
| 7                      | 16-09-2024 | Thailand Open Hua Hin                        | WTA 250        | 267 082 $      | Dur (ext.)     | Anna Danilina Irina Khromacheva     | Eudice Chong Moyuka Uchijima          | 6-4, 7-5          | Tableau        |

## Palmarès messieurs

### Simple
| No | Date       | Nom et lieu du tournoi   | Catégorie  | Dotation  | Surface    | Vainqueur     | Finaliste          | Score         |  |
| -- | ---------- | ------------------------ | ---------- | --------- | ---------- | ------------- | ------------------ | ------------- |  |
| 1  | 02-11-2015 | E@ Hua Hin Open, Hua Hin | Challenger | 125 000 $ | Dur (ext.) | Yuichi Sugita | Stéphane Robert    | 6-2, 1-6, 6-3 |  |
| 2  | 20-11-2017 | E@ Hua Hin Open, Hua Hin | Challenger | 150 000 $ | Dur (ext.) | John Millman  | Andrew Whittington | 6-2, 6-2      |  |

### Double
| No | Date       | Nom et lieu du tournoi   | Catégorie  | Dotation  | Surface    | Vainqueurs                            | Finalistes                      | Score            |  |
| -- | ---------- | ------------------------ | ---------- | --------- | ---------- | ------------------------------------- | ------------------------------- | ---------------- |  |
| 1  | 02-11-2015 | E@ Hua Hin Open, Hua Hin | Challenger | 125 000 $ | Dur (ext.) | Lee Hsin-han Lu Yen-hsun              | Andre Begemann Purav Raja       | Forfait          |  |
| 2  | 20-11-2017 | E@ Hua Hin Open, Hua Hin | Challenger | 150 000 $ | Dur (ext.) | Sanchai Ratiwatana Sonchat Ratiwatana | Austin Krajicek Jackson Withrow | 6-4, 5-7, [10-5] |  |